# Aladern de fulla estreta
L'aladern de fulla estreta (Phillyrea angustifolia) és un petit arbust de la família de les oleàcies. També es coneix com a aladern, alabern, herba dels fics, lladern, olivastre o olivera borda.

## Etimologia
Phillyrea ve del grec, que és el nom d'aquest arbust. I angustifolia, ve del llatí, que significa de fulles (folium) estretes.

## Ecologia i distribució
Es distribueix pel Magrib i sud d'Europa fins a Itàlia. Als Països Catalans s'estén pels alzinars, màquies, brolles i garrigues de les comarques marítimes, des del Rosselló fins al País Valencià, entre els 0 i els 800 m. Evita les contrades d'hivern fred i les de tendència massa àrida.

## Descripció morfològica
És un arbust menut d'un a 2,5 m d'alçada, perennifoli, glabrescent, molt ramificat, de branques suberectes i d'escorça grisenca. Les fulles són oposades, coriàcies, lluents, linear-lanceolades o oblongo-lanceolades i enteres. Les inflorescències són curts raïms axil·lars, subglobosos, i petits disposades a l'axil·la de les fulles.
Floreix de març a maig. Les flors, blanquinoses i petites, són hermafrodites o unisexuals, tetràmeres i actinomorfes. La corol·la és tetralobada i rotàcia, amb el tub curt i els lòbuls més llargs. L'androceu està format per dos estams. L'ovari és súper, sincàrpic, bicarpel·lar i bilocular, El fruit és una drupa apiculada, ovoide i de color negre que apareix a finals de l'estiu.
Morfològicament són plantes molt semblants en estat vegetatiu a l'ullastre tant per les seves fulles com pel fruit per bé que aquest no és comestible pels humans.

## Usos
Els fruits i les fulles tenen propietats astringents, i s'apliquen sobre les ferides per curar-les. També és un bon antisèptic bucal. La seva fusta, compacta i molt calòrica, era apreciada per a fer foc, sobretot pels terrissaires.